# Øyslebø Station
Øyslebø Station (Øyslebø holdeplass) var en jernbanestation på Sørlandsbanen, der lå i Marnardal kommune i Norge. Stationen åbnede som trinbræt omkring 1944. Den bestod af et spor og en perron med et læskur af træ. Den lå på kanten af en skov ved Sjævesland, på den modsatte side af Mandalselven i forhold til byområdet Øyslebø.
I 2006 blev der udarbejdet en risikoanalyse for seks stationer, hvor der blev peget på problemer med for korte perroner. På de fem af dem blev problemet efterfølgende løst, men den sjette, Øyslebø, vurderedes at være for vanskeligt at opgradere, og den blev derfor nedlagt.